# 2015년 영국 총선의 후보자
2015년 5월 7일에 치러진 2015년 영국 총선에서는 총 3,971명의 후보자가 출마했다.
정당 및 개인의 후보지명목록 선관위 제출 마감기한(과 후보자의 사퇴 마감기한)은 2015년 4월 9일 오후 4시였다.
2015년 영국 총선의 후보자 수는 총 3,971명으로 역대 총선 중 두번째로 가장 많은 후보가 출마했으며, 지난 2010년 총선의 4,150명보다 조금 감소했다.

## 후보자 내력 통계

### 성별
이번 총선에 출마한 여성 후보의 수는 총 1,020명 (26.1%)으로, 지난 2010년 총선의 854명 (21.1%)보다 늘어나 후보자 수와 전체 비율 면에서 모두 최고치를 기록하였다. 여성 후보 비율은 지방마다 달랐다. 웨일스는 26.6%, 잉글랜드는 26.2% (런던 30.4%), 스코틀랜드는 25.6%, 그리고 북아일랜드는 23.9%였다. 이 중 여성 후보 비율이 가장 낮은 지역은 이스턴잉글랜드 주로 21.6%에 그쳤다.
여성 후보 비율이 가장 높았던 정당은 북아일랜드 연합당 (41%), 녹색당 (잉글랜드 웨일스당과 스코틀랜드당) (38%), 스코틀랜드 국민당 (36%) 순이었다. 여성 후보 비율이 가장 낮았던 당은 영국 독립당 (12%)이었다. 여성 후보가 가정 많았던 선거구는 사우스런던의 캠버웰 페컴으로, 여성 후보는 5명, 남성 후보는 4명이 출마했다. 반면 여성 후보가 출마하지 않은 선거구는 총 120곳이었다.

### 직업
런던 유니버시티 대학교의 영국의회 후보자 프로젝트는 2015년 총선에 출마하는 주요 7당, 즉 보수당, 노동당, 자유민주당, 영국 독립당, 플라이드 컴리, 스코틀랜드 국민당, 녹색당 후보 (현직 의원 제외)의 경력을 조사하였다.
그 결과, 2015년 총선에 출마한 후보 중 26%는 정치계 (현 자문위원, 연구원, 당내 임원, 노동조합원, 로비스트 등)에서 활동하는 것으로 드러났다. 정치계에 입문한 후보의 비율이 가장 큰 정당은 스코틀랜드 국민당 (47%), 노동당 (33%), 플라이드 컴리 (33%) 순이었으며 가장 적은 정당은 영국 독립당이었다. 특히 로비스트 출신 후보의 비율이 가장 높았던 정당은 보수당 (27%)과 자유민주당 (21%)이었다.
기업이나 산업계 출신의 후보가 가장 높은 정당은 영국 독립당 (37%)과 보수당 (21%)이었으며 가장 낮은 정당은 녹색당 (15%)였다. 교육이나 법조계에서 활동한 후보가 많은 당은 자유민주당 (16%), 노동당 (12%) 순이었다.
연구원 출신의 후보가 가장 많은 정당은 보수당이 12명으로 1위였지만, 비율로만 따지면 스코틀랜드 국민당이 5명에 8%를 차지해 가장 컸다. 노동당 후보의 23%는 노동조합에서 일한 경력이 있었다. 지역의원 출신 후보가 가장 많은 당은 자유민주당 (53%)이었으며 스코틀랜드 국민당 (43%), 영국 독립당 (40%)이 그 뒤를 이었다.

### 연령
런던대의 후보조사 프로젝트에 따르면 주요 7당의 평균 후보자 연령대는 45세였으며, 각 정당별 평균 연령은 다소 차이가 있었다. 그 중 보수당의 후보 연령이 가장 낮고 (41세), 영국 독립당이 가장 높았으며 (52세), 노동당 (43세)과 자유민주당 (47세)는 비교적 중간에 머물렀다. 경합이 치열한 지역구에 한정했을 경우 영국 독립당과 자유민주당의 평균 후보 연령이 44세로 전국 후보 연령보다 낮았던 반면, 보수당, 노동당, 녹색당은 전국 후보 연령보다 살짝 높은 것으로 드러났다.
이번 총선의 최연소 후보로는 보수당 텃밭인 윌든에 출마한 노동당의 솔로몬 커티스 후보 (18세), 노동당 텃밭인 리버풀웨이버트리에 출마한 무소속의 니엄 매카시 (18세), 스코틀랜드의 인버클라이드에 출마한 영국 독립당의 마이클 버로 (18세), 사우스이스트콘월에 출마한 노동당의 디클런 로이드 (18세), 그리고 영국공산당의 로라제인 로싱턴 (18세)가 있었다. 보수당 후보 중 최연소 후보는 루터글랜 해밀턴웨스트에 출마한 테일러 머이어 (19세)였다. 그리고 이번 총선에서 당선된 최연소 후보는 스코틀랜드 국민당의 마이리 블랙 (20세) 의원이었다. 블랙 후보는 페이즐리 런프러셔사우스 선거구에서 노동당의 더글라스 알렉산더를 누르고 당선되면서, 1667년 (1707년 연합법으로 스코틀랜드가 합병되기도 전) 크리스토퍼 몽크 의원 이후 사상 최연소 국회의원이 되었다.
최고령 후보는 84세의 도리스 오슨 후보로, 노인독립당 (EPIC) 소속 후보로 일퍼드노스 지역구에 출마하였다. 이밖의 최고령 후보로는 맨체스터고튼에 출마한 제럴드 코프맨 경 (84세), 볼소버에 출마한 데니스 스키너 (83세)가 있다.

### 인종 및 출신
런던대의 프로젝트에서는 주요 정당의 흑인이나 그밖의 소수민족 출신의 후보 비율이 얼마나 되는지도 조사하였다. 그 결과 보수당이 11%, 자유민주당이 10%, 노동당이 9%, 영국독립당이 6%, 녹색당이 4%였다.
참고로 전체 영국 국민 중 흑인이나 소수민족의 비율은 17% 정도이다. 영국독립당이나 녹색당 모두 승산이 보이는 지역구에 흑인이나 소수민족 후보를 공천하지는 않았다. 내털리 버넷 녹색당 대표는 “우리 당의 흑인·소수민족 후보의 비율이 실망스러운 수준이라는 점에 동감하며, 이 점에 중점을 두길 진심으로 바라고 있다”고 밝혔다.
이번 총선에서 아시아계 영국인 (주로 남아시아 출신)은 총 158명이며, 111명은 남성, 47명은 여성이었다. 보수당에서는 36명, 노동당은 34명, 자유민주당은 32명, 영국독립당은 21명, 녹색당 8명, 지역사회연합당 4명, 스코틀랜드 국민당 1명, 그리고 기타 정당 소속은 17명이었다. 다섯 명은 무소속으로 출마했다. 인도계 영국인은 백인을 제외하면 영국에서 가장 큰 비율을 차지하는 민족이기 때문에 이들의 표심도 만만치 않게 중요한 것으로 분석되기도 했다.
2015년 총선은 사상 처음으로 북아일랜드 선거구에 시크교도 후보가 출마하는 총선이 되었다. 그 주인공은 바로 어퍼밴에 출마한 보수당의 아만딥 싱 보갈 후보였다.

### 노장들의 맞대결
노샘프턴노스 지역구에서는 전직 의원 세 명이 출마해 맞붙는 보기 드문 풍경이 펼쳐지기도 했다. 우선 지난 총선인 2010년에 해당 지역구에서 당선된 보수당의 마이클 엘리스가 재임을 위해 출마하였고, 1997년부터 2010년까지 지역구 의원으로 있었던 노동당의 샐리 키블이 자기 지역구를 되찾기 위해 나섰으며, 여기에 197년부터 2005년까지 이웃 지역구인 노샘프턴사우스에서 노동당 소속으로 국회의원을 지내다 지금은 녹색당에 입당한 토니 클라크가 합세해 세 명이 겨루게 되었다. 지금까지 한 선거에서 두 명의 전직 의원이 리매치 격으로 맞붙는 경우는 그리 적진 않았으나, 세 명의 전 의원이 한 지역구를 두고 겨루는 것은 굉장히 드문 사례였다.

## 지역별 후보 통계
보수당은 총 647개 선거구에 후보를 내었으며, 의회 의장의 전용 지역구를 제외한 그레이트브리튼 전역에 모두 후보를 낸 것과 동시에 북아일랜드 선거구에도 18곳 중 16곳에 후보를 내었다. 그 다음으로 영국독립당이 지난 총선의 572명보다 후보자수를 더욱 늘려 624개 선거구에 후보를 내었다.
한편 영국 서민원의 의장 (현 존 버코 의장)이 속한 지역구에는 전통에 따라 주요 정당들이 후보를 내지 않았다. 다만 녹색당과 영국 독립당에서 후보를 내면서 버코 의장은 두 후보와 겨루게 되었다.

## 그레이트브리튼
그레이트브리튼 내에서는 보수당, 노동당, 자유민주당이 총 631개 선거구에 후보를 냈으며, 세 정당 모두 의장 지역구에는 후보를 내지 않았다. 지역정당으로 각각 갈려있는 녹색당의 경우 그레이트브리튼에 한정하여 집계했을 때 총 568명의 후보를 냈으며, 이는 지난 총선의 331명 후보보다 늘어난 숫자다.
이밖에 다음과 같은 정당이 총선에 참가하였다.
- 노동조합 사회주의 연합은 135명의 후보를 냈고 그 중 7명은 좌파연맹과 단일화를 통해 후보를 공천하였다.[26]
- 잉글랜드 민주당은 32명의 후보를 냈다.[27][28]
- 마약은 알코올보다 안전하다는 32명의 후보를 냈으며, 런던, 스코틀랜드, 북아일랜드에만 출마시켰다.[29]
- 기독인연합은 17명의 후보를 냈다.[30]
- 일종의 정치풍자 정당인 몬스터 레이빙 루니 파티는 총 15명의 후보를 냈다.[29]
- 요크셔가 우선은 총 14명의 후보를 냈다.[31]
- 국가보건행동당은 총 13명의 후보를 냈으며 모두 잉글랜드 지역구에 출마했다.[32]
- 그레이트브리튼 사회당은 총 10명의 후보를 냈다.[33]
- 영국 공산당은 9명의 후보를 냈다.[34][35]
- 기독당은 9명의 후보를 냈다.[36][37]
- 영국 국민당은 8명의 후보를 냈으며, 지난 총선에서 338명 후보를 낸 것에 비해 후보자수가 크게 하락하였다.[4][5][6]
- 메뵨 커르노우는 콘월 지역정당으로 6개 전 지역구에 후보를 내었다.[38]
- 영국 해적당은 6명의 후보를 냈다.[29]
- 어보브 비욘드 당 (Above and Beyond Party)은 잉글랜드-웨일스 지역에 5명의 후보를 냈다. 이 당은 차후 총선에서 쓰일 모든 투표용지에 '해당 없음' (none of above) 칸을 추가하는 것을 일차적인 목표로 삼고 있다.[39]
- 리스펙트 당은 총 4명의 후보를 냈으며, 지난 총선의 11명에서 감소했다.[6]
- 북동부당은 2014년에 창당해 힐튼 도슨 전 노동당 의원이 이끄는 당으로 잉글랜드 북동부에 총 4명의 후보를 내었다.[40][41]
- 자유당은 리버풀 시의회의원 스티브 래드퍼드가 이끄는 당으로 총 4명의 후보를 냈다.[42]

### 스코틀랜드·웨일스
스코틀랜드 59개 지역구에는 총 346명의 후보가 출마하였다. 스코틀랜드 국민당, 노동당, 보수당, 자유민주당이 전 지역구에 후보를 내었으며 영국독립당은 41곳, 스코틀랜드 녹색당은 31곳, 스코틀랜드 노동조합 사회주의 연합은 좌파연맹과의 단일화후보 1곳을 비롯한 총 10곳, 국민전선과 스코틀랜드 기독당은 2곳, 스코틀랜드 공산당과 사회주의평등당은 1곳에 후보를 공천하였다. 이밖에도 무소속 후보 10명이 스코틀랜드 지역에 출마하였다.
웨일스 40개 지역구에는 보수당, 노동당, 자민당, 영국독립당, 플라이드 컴리가 선거에 참여하였으며 이들 정당 모두 전 지역구에 후보를 냈다.

### 북아일랜드
북아일랜드 18개 지역구에는 총 138명의 후보가 출마하였다. 신페인, 사회민주노동당, 연합당은 전 지역구에 출마하였다. 민주연합당은 16곳, 얼스터 연합당은 15곳이었는데 두 당은 선거협약을 통해 각각 두 선거구씩 서로에게 양보하였으며, 얼스터 연합당은 실비아 허먼이 출마한 노스다운에도 후보를 내지 않았다. 그밖에 전국정당인 보수당이 16곳, 영국독립당이 10곳, 녹색당이 5곳에 후보를 내었으며, 소수정당인 정통 연합주의 목소리가 7곳, 아일랜드 노동자당이 5곳에 후보를 냈다. '마약이 알코올보다 안전하다'는 4명의 후보를, '이익보다 국민우선 연합'은 1명의 후보를 냈다. 이밖에도 무소속 후보가 총 다섯 명 출마하였으며, 현직 무소속 의원인 허먼 여사도 다시 선거에 나섰다.
북아일랜드 내에서 가장 후보자수가 적었던 지역구는 퍼매너 사우스티론과 뉴리 아머로 총 5명이었다. 반대로 가장 많았던 지역구는 노스다운으로 10명에 달했다. 후보자 전체로 봤을 때 북아일랜드에 출마한 여성 후보의 비율은 25%에 달했다. 남성 후보만 출마한 지역구는 한 곳 (벨파스트웨스트)이었으며 여성 후보가 남성 후보보다 많은 지역구 역시 한 곳 (퍼매너 사우스티론)이었다. 민주연합당과 영국독립당은 여성 후보를 내지 않았다.